# Phủ Cốc
Phủ Cốc (chữ Hán phồn thể:府谷縣, chữ Hán giản thể: 府谷县, âm Hán Việt: Phủ Cốc huyện) là một huyện thuộc địa cấp thị Du Lâm, tỉnh Thiểm Tây, Cộng hòa Nhân dân Trung Hoa. Huyện này có diện tích 3212 ki-lô-mét vuông, dân số 220.000 người. Về mặt hành chính, huyện được chia thành 7 trấn, 13 hương.
- Trấn: Ma, Cáp, CôSơn, Tân Dân, Miếu Câu Môn, Hoàng Phủ.
- Hương: Hải Tắc Miếu, Đại Xương Hãn, Tam Đạo Câu, Lão Cao Xuyên, Cổ Thành, Tường Đầu, Ngũ Lão Gia Loan, Mộc Qua, Thích Lăng, Điền Gia Trại, Vũ Gia Trang, Vương Gia Đôn.